# Нейтронизация
Нейтрониза́ция — процесс захвата электронов ядрами при высоких плотностях в недрах звёзд на завершающих этапах их эволюции. Нейтронизация играет ключевую роль в образовании нейтронных звёзд и вспышках сверхновых.
На начальных стадиях звёздной эволюции содержание гелия в звезде составляет ~25 % (такая концентрация гелия в межзвёздной среде — результат первичного нуклеосинтеза), то есть отношение нейтронов к протонам составляет 1:6. На конечных же стадиях эволюции вещество звезды может практически полностью состоять из нейтронов (нейтронные звёзды).

## Механизм нейтронизации

### Обратный бета-распад
В ходе эволюции плотность вещества в недрах звезды увеличивается, при таком росте плотности возникает ситуация вырождения электронного газа, электроны при этом вследствие действия принципа Паули приобретают релятивистские скорости (при плотностях {\displaystyle \rho >10^{6}} г/см3). Начиная с некоторого критического значения энергии электрона {\displaystyle \varepsilon _{c}} начинают идти процессы захвата электронов ядрами, обратные {\displaystyle \beta }-распаду:
{\displaystyle (A,Z)+{\rm {e}}^{-}\to (A,Z-1)+\nu .}
Условием захвата электрона ядром (A, Z) (А — массовое число, Z — порядковый номер элемента) при нейтронизации является превышение энергии Ферми {\displaystyle \varepsilon _{\text{F}}} электрона энергетического эффекта {\displaystyle \beta }-распада {\displaystyle \varepsilon _{c}}:
{\displaystyle \varepsilon _{\text{F}}>\varepsilon _{c}=Q_{A,Z}-Q_{A,Z-1}+Q_{n},}
где {\displaystyle Q_{A,Z}} — энергия связи ядра {\displaystyle (A,Z)}, и {\displaystyle Q_{n}=(m_{n}-m_{p}-m_{e})\cdot c^{2}=0{,}7825} МэВ — энергия бета-распада нейтрона.
Нейтронизация является энергетически выгодным процессом: при каждом захвате электрона энергии {\displaystyle \varepsilon _{e}} разница {\displaystyle \varepsilon _{e}-\varepsilon _{c}} уносится образующимся в процессе нейтрино, для которого толща звезды является прозрачной (один из механизмов нейтринного охлаждения), {\displaystyle \beta }-распад образующихся радиоактивных ядер запрещён принципом Паули, так как электроны вырождены и все возможные состояния ниже {\displaystyle \varepsilon _{F}} заняты, а энергии электронов в бета-распадах не превышают {\displaystyle \varepsilon _{c}}: при больших энергиях Ферми такие ядра становятся устойчивыми.
Поскольку определяющим фактором является энергетический эффект {\displaystyle \beta }-распада {\displaystyle \varepsilon _{c}}, то нейтронизация — пороговый процесс и для разных элементов происходит при разных энергиях электронов (см. таблицу).
| Первая реакция нейтронизации           | Пороговая энергия {\displaystyle \varepsilon _{c1}}, МэВ | Пороговая плотность {\displaystyle \rho _{c1}}, г/см3 | Пороговое давление {\displaystyle P_{c1}}, Н/м2 | Вторая реакция нейтронизации           | {\displaystyle \varepsilon _{c2}}, МэВ |
| -------------------------------------- | -------------------------------------------------------- | ----------------------------------------------------- | ----------------------------------------------- | -------------------------------------- | -------------------------------------- |
| {\displaystyle {\ce {^1H -> n}}}       | 0,783                                                    | 1,22⋅107                                              | 3,05⋅1023                                       |                                        |                                        |
| {\displaystyle {\ce {^3He -> T}}}      | 0,0186                                                   | 2,95⋅104                                              | 1,41⋅1019                                       | {\displaystyle {\ce {T -> 3 n}}}       | 9,26                                   |
| {\displaystyle {\ce {^4He -> T + n}}}  | 20,6                                                     | 1,37⋅1011                                             | 3,49⋅1028                                       | {\displaystyle {\ce {T -> 3 n}}}       | 9,26                                   |
| {\displaystyle {\ce {^12C -> ^12B}}}   | 13,4                                                     | 3,90⋅1010                                             | 6,51⋅1027                                       | {\displaystyle {\ce {^12B -> ^12Be}}}  | 11,6                                   |
| {\displaystyle {\ce {^16O -> ^16N}}}   | 10,4                                                     | 1,90⋅1010                                             | 2,50⋅1027                                       | {\displaystyle {\ce {^16N -> ^16C}}}   | 8,01                                   |
| {\displaystyle {\ce {^20Ne -> ^20F}}}  | 7,03                                                     | 6,22⋅109                                              | 5,61⋅1026                                       | {\displaystyle {\ce {^20F -> ^20O}}}   | 3,82                                   |
| {\displaystyle {\ce {^24Mg -> ^24Na}}} | 5,52                                                     | 3,17⋅109                                              | 2,28⋅1026                                       | {\displaystyle {\ce {^24Na -> ^24Ne}}} | 2,47                                   |
| {\displaystyle {\ce {^28Si -> ^28Al}}} | 4,64                                                     | 1,96⋅109                                              | 1,20⋅1026                                       | {\displaystyle {\ce {^28Al -> ^28Mg}}} | 1,83                                   |
| {\displaystyle {\ce {^40Ca -> ^40K}}}  | 1,31                                                     | 7,79⋅107                                              | 1,93⋅1024                                       | {\displaystyle {\ce {^40K -> ^40Ar}}}  | 7,51                                   |
| {\displaystyle {\ce {^56Fe -> ^56Mn}}} | 3,70                                                     | 1,15⋅109                                              | 5,29⋅1025                                       | {\displaystyle {\ce {^56Mn -> ^56Cr}}} | 1,64                                   |

Результатом такой нейтронизации является уменьшение концентрации электронов и заряда ядер при сохранении концентрации последних.

### Околоядерные плотности: испарение нейтронов из ядер
При «сверхобогащении» ядер нейтронами энергия связи нуклонов падает, в конечном итоге для таких ядер энергия связи становится нулевой, что определяет границу существования нейтронно-избыточных ядер. В такой ситуации дальнейший рост плотности, ведущий к захвату электрона ядром приводит к выбросу из ядра одного или нескольких нейтронов (при {\displaystyle \rho \sim 4\cdot 10^{11}} г/см3):
{\displaystyle (A,Z)+{\rm {e}}^{-}\to (A-k,Z-1)+kn+\nu .}
В результате при постоянном давлении устанавливается обменное равновесие между ядрами и нейтронным газом, в рамках капельной модели ядра такая система рассматривается как двухфазная — состоящая из ядерной жидкости и нейтронного газа, энергии Ферми нуклонов обеих фаз в равновесном состоянии одинаковы. Точный вид диаграммы состояния такой системы в настоящее время (2006 год) остаётся предметом исследований, однако при {\displaystyle \rho \sim 2\cdot 10^{14}} г/см3 происходит фазовый переход первого рода к однородной ядерной материи.

### Плотности, превышающие ядерные
Для сверхвысоких плотностей ограничивающим фактором является критерий Зельдовича: скорость звука {\displaystyle v_{s}} в такой плотной среде не должна превышать скорость света {\displaystyle c}, что накладывает ограничение на уравнение состояния:
{\displaystyle P\leqslant \varepsilon =\rho c^{2}.}
Важность этого ограничения состоит в том, что оно действительно для сколь угодно больших плотностей, для которых о свойствах ядерных взаимодействий известно крайне мало.

## Нейтронизация и устойчивость звёзд
При нейтронизации вещества уменьшается концентрация электронов при сохранении концентрации барионов, и, соответственно, уменьшается его упругость: для вырожденного электронного газа давление {\displaystyle P=K\rho ^{5/3}}, но при нейтронизации из-за падения объёмной плотности электронов падает и давление, дополнительный вклад вносят и релятивистские эффекты, что приводит уже к другой зависимости давления от плотности: {\displaystyle P=K\rho ^{4/3}}.
Результатом становится потеря звездой гидростатического равновесия — нейтронизированное ядро звезды сжимается, и температура в нём растёт, но, в отличие от обычных звёзд, давление газа, противодействующее сжатию, почти не зависит от температуры. Возрастанию температуры, которое могло бы привести к снятию вырождения при таких плотностях препятствуют процессы нейтринного охлаждения. Скорость такого объёмного нейтринного охлаждения, в отличие от классического поверхностного фотонного охлаждения, не ограничена процессами переноса энергии из недр звезды к её фотосфере — и, таким образом, нейтринная светимость звезды на стадии быстрой нейтронизации при коллапсе становится преобладающей по сравнению с фотонной светимостью.
Такая нейтринная вспышка была зафиксирована для сверхновой SN 1987A в Большом Магеллановом Облаке (расстояние ~50 килопарсек).